# Hanul Trei Iazuri

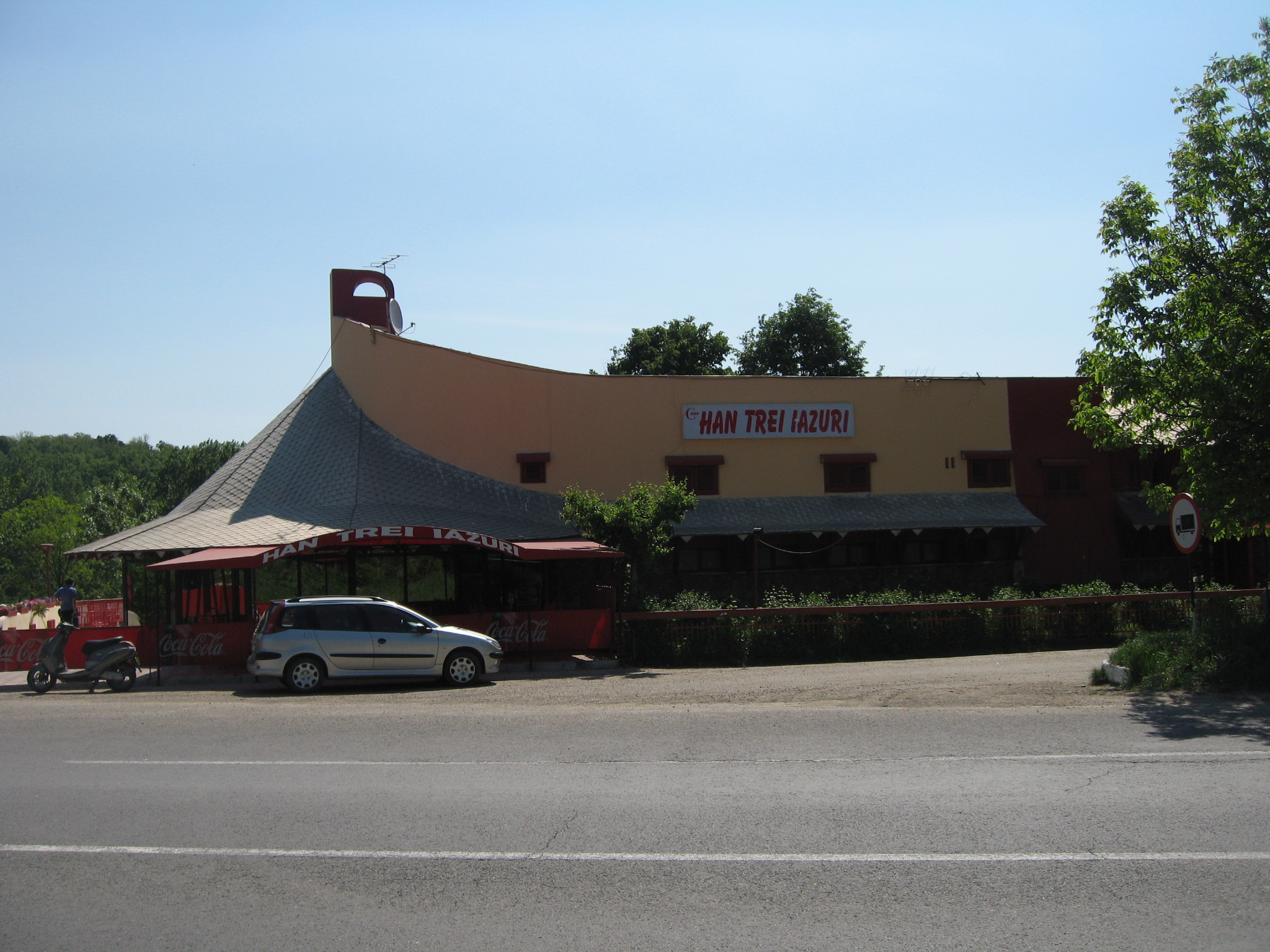
Hanul Trei Iazuri.

Hanul Trei Iazuri este un han turistic cu restaurant, minihotel și teren cu căsuțe de închiriat la nord de satul Miclăușeni (județul Iași).
Hanul se află la o distanță de 59 kilometri de municipiul Iași, într-o curbă strânsă aflată de-a lungul Drumului European 583 (Iași-Roman). Hanul se află pe marginea unuia dintre cele trei iazuri, care au dat denumirea de Trei Iazuri acestei zone.
Hanul, care datează din perioada comunistă, este trecut pe lista majorității lucrărilor unde sunt prezentate traseele turistice din județul Iași. Printre lucrările turistice în care este menționat este România. Ghid turistic (Ed. Sport-Turism, București, 1983), unde este trecut ca un punct de popas pe traseul Iași-Roman-Bacău. De asemenea, este menționat și în lucrarea Tradiții ale ospitalității românești. Prin hanurile Iașilor (Ed. Sport-Turism, București, 1989), unde este trecut în lista cu "hanurile și popasurile turistice moldovenești, care duc mai departe, în contemporaneitate, tradițiile unei amabile primiri și ospeții moldave" .

## Fotogalerie

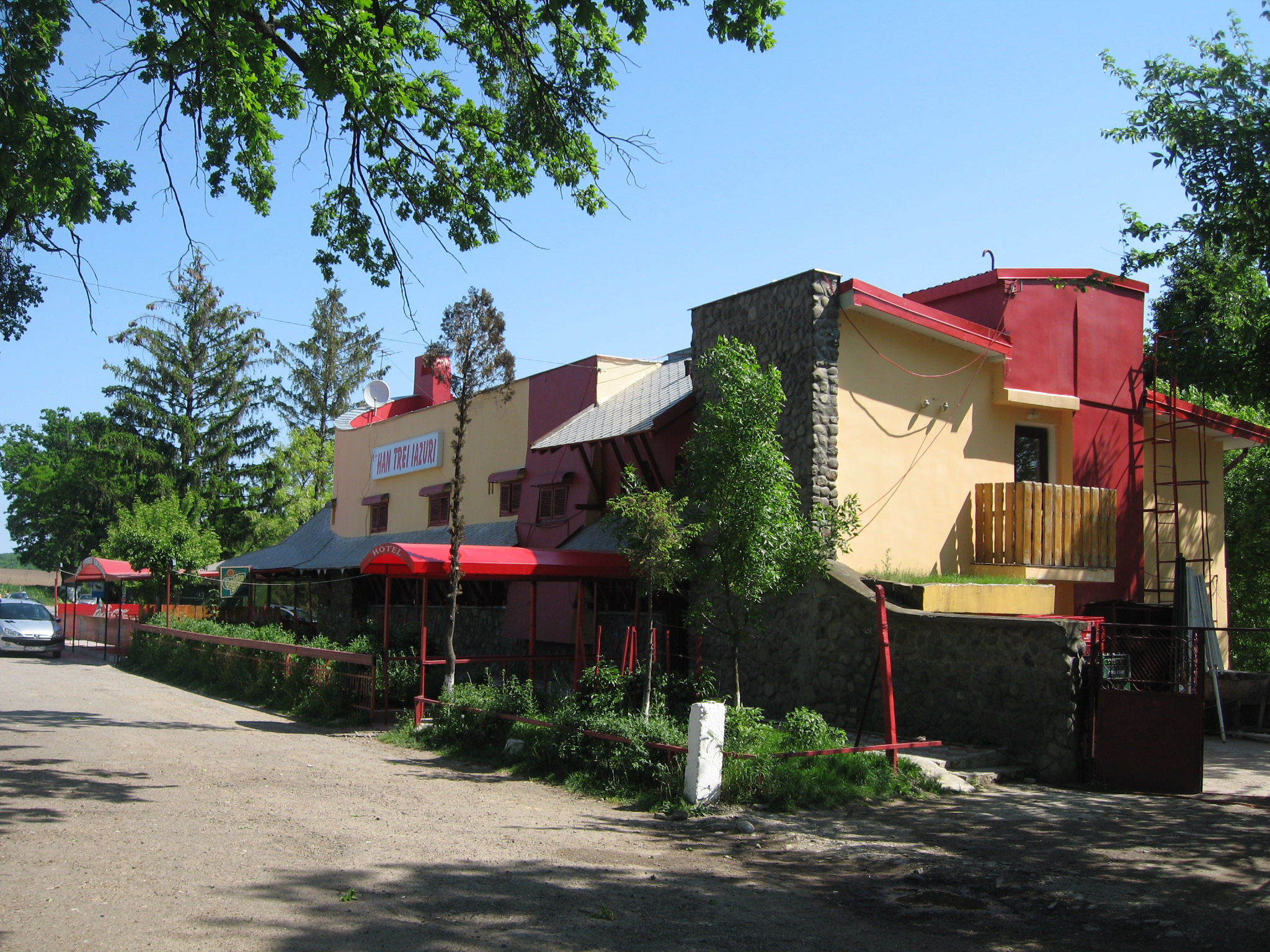
Vedere din parcarea hanului
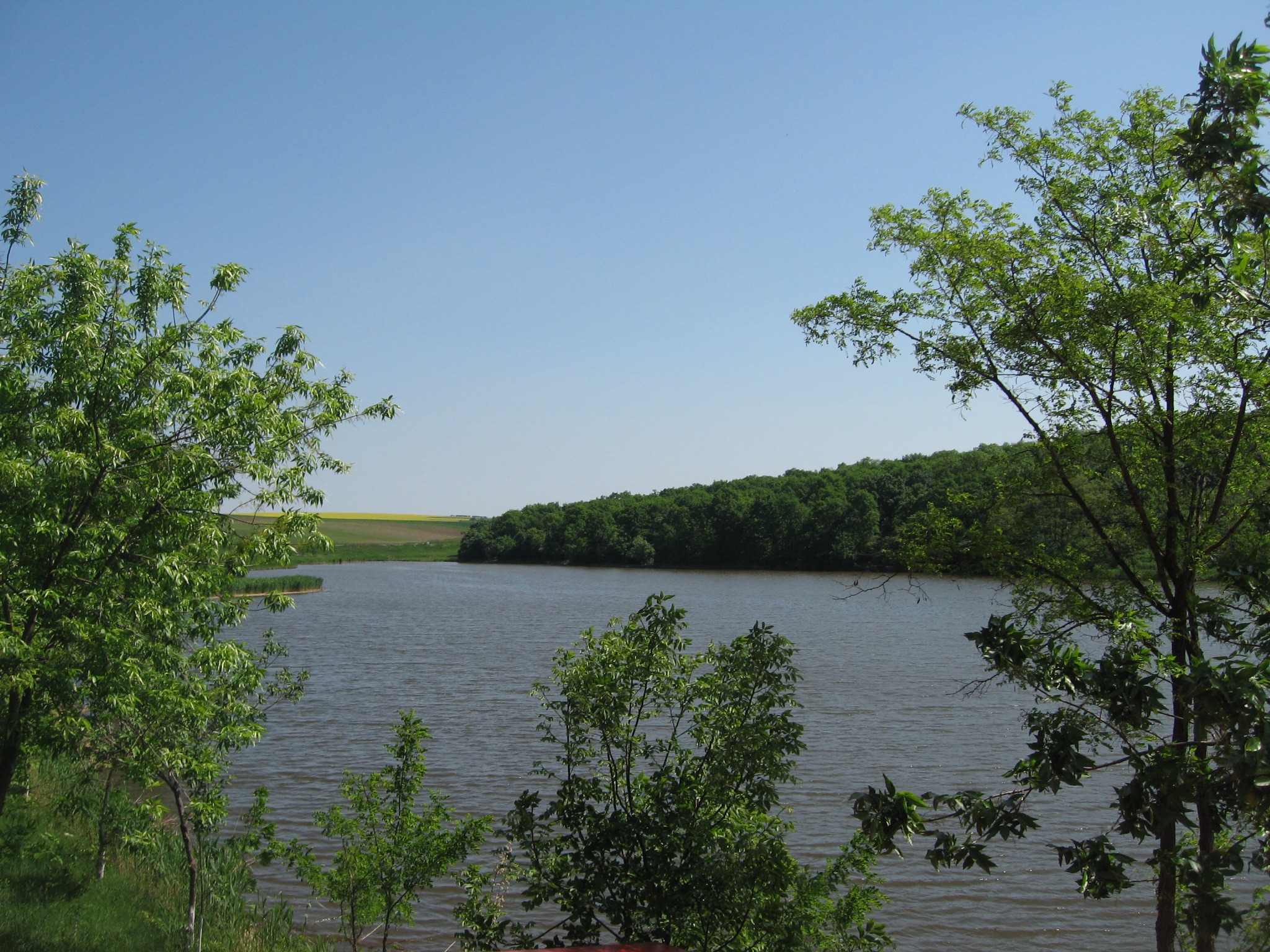
Vedere asupra iazului de pe terasă